# 比林 (科韋利區)
51°14′37″N 24°48′49″E / 51.24361°N 24.81361°E
比林（羅馬化：Bilyn）是烏克蘭的村落，位於該國西部沃倫州，由科韋利區負責管轄，始建於1537年，面積4.86平方公里，海拔高度170米，2001年人口1,221，人口密度每平方公里2,512.35人。